# Список глав Франции
В списке представлены главы государства Франции со времени, когда в 481 году королём салических франков (племенного союза) стал Хлодвиг I, значительно расширивший территорию Франкского государства.
Согласно действующей конституции, вступившей в силу 4 октября 1958 года, главой государства является Президент Французской Республики (фр. Président de la République française), символизирующий единство нации, ограниченно осуществляющий управление страной и следящий за исполнением демократических норм государственными органами. Президент избирается всенародным тайным голосованием на 5 лет и не может занимать пост более двух сроков подряд. Если в первом туре голосования ни один кандидат не получил необходимые для избрания голоса более половины избирателей, проводится повторное голосование по двум набравшим наибольшее число голосов кандидатам, в котором для избрания достаточно простого большинства полученных голосов. В случае временной нетрудоспособности президента его обязанности исполняет председатель Сената Франции.

## Характеристика списка
В статье представлен список руководителей французского государства, включая правивших монархов. В монархический период указаны династическая принадлежность персон и обладание ими иными титулами, если они не являлись сугубо номинальными (без территориальной принадлежности) или не были включены в другой титул. В республиканские периоды (начиная со Второй республики) французской истории главой государства являлись президенты, а временными руководителями — председатели Совета министров (в период Третьей республики) или Сената (в период Пятой республики).
В случае, когда персона получила повторные полномочия последовательно за первоначальными, раздельно отражается каждый такой срок (например, два последовательных срока полномочий Эмманюэля Макрона с 2017 года). Также отражён различный характер полномочий глав государства (например, единый срок нахождения во главе государства Адольфа Тьера в 1871—1873 годы разделён на периоды, когда он, первоначально, был председателем Совета министров, ex officio являвшимся главой государства, а затем был приведён к присяге как «Президент Французской республики», фр. Président de la République française).
В столбце «Выборы» отражены состоявшиеся выборные процедуры (за исключением выборов монарха). В случае, если глава государства получил полномочия без таковых, столбец заполняется сноской с комментарием. Использованная в первых столбцах таблиц республиканских периодов нумерация является условной и применена к лицам, являвшимися президентами на выборной основе. Также условным является использование в первых столбцах этих таблиц цветовой заливки, служащей для упрощения восприятия принадлежности лиц к различным политическим силам без необходимости обращения к столбцу, отражающему партийную принадлежность. Наряду с партийной принадлежностью, в столбце «Партия» также отражён беспартийный статус персоналий.
Курсивом на сером фоне показаны даты начала и окончания полномочий лиц, временно осуществлявших власть монарха в период его заточения (Людовика XVI) и малолетства (Наполеона II).
Для удобства список разделён на принятые во французской историографии периоды истории страны. Приведённые в преамбулах к каждому из разделов описания этих периодов призваны пояснить особенности политической жизни страны. До 5 (15) октября 1582 года, когда был введён григорианский календарь, приведены юлианские даты. После перехода Франции 10 (20) декабря 1582 года на новый календарь указаны григорианские даты.

## Королевство франков (481—843)

Расширение Королевства франков в 481—814 годах

Условной датой возникновения Королевства франков (фр. Regnum Francorum) принято считать 481 год — восшествие на престол Хлодвига I в качестве короля салических франков. В течение своего правления Хлодвиг значительно расширил территорию королевства, проводя захватническую политику: в 486 году он покорил римский Суассон, в 506 году окончательно завоевал Алеманнию, а в 507 году — присоединил вестготскую Аквитанию. Вскоре после захвата Аквитании король рипуарских франков Сигиберт был убит, предположительно, своим сыном Хлодерихом, который впоследствии стал новым королём. Однако спустя год Хлодерих и сам был убит по приказу Хлодвига — салический король стал единовластным правителем франков. Столица государства была перенесена из Турне в Париж.
В 511 году Хлодвиг I умер. Государство было разделено на четыре равные части между сыновьями Хлодвига: Теодорих стал править в Реймсе, Хлодомер в Орлеане, Хильдеберт в Париже, а Хлотарь — в Суассоне. К середине VII века франки сумели создать социальный механизм, который позволил бы положить конец дроблению государства: возникло представление о том, что функции защиты больших частей государства должны возлагаться на майордомов — формально дворецких, ответственных за главный дворец страны, но на деле сосредоточивших в своих руках реальную власть и ставших действительными правителями Франкского государства. В 737 году умер бездетный король Теодорих IV, власть перешла к майордому Нейстрии Карлу Мартеллу — сложилась ситуация междуцарствия, завершившегося в 743 году приглашением занять престол родственника Теодриха Хильдерика III, не обладавшего реальной властью и впоследствии низложенного в 751 году майордомом Пипином, провозгласившим себя королём, — Меровинги перестали быть правящей династей, на смену им пришли Каролинги.
В 768 году на трон взошёл сын Пипина Карл, объединивший большую часть Западной и Центральной Европы. В 814 году королём франков стал Людовик I — последний правитель империи Карла Великого. После его смерти в 840 году встал вопрос о разделении государства между его сыновьями. Трон и титул императора Запада перешли к старшему, Лотарю, однако его братья Людовик и Карл отказались признать сюзеренитет Лотаря и объявили ему войну. После непродолжительной гражданской войны Лотарь приступил к переговорам об урегулировании конфликта. В августе 843 года был подписан Верденский договор, по которому государство было разделено на три части: Западно- (Франция), Восточно- (Германия) и Средне-Франкское королевства. Карл стал королём Западной Франкии, приняв титул «короля франков» (лат. Francorum Rex) и став первым правителем средневековой Франции.
| Портрет                                                                             | Имя (годы жизни)                               | Правление      | Правление       | Династия                   | Особенности титула                                                                      | Пр.           |
| Портрет                                                                             | Имя (годы жизни)                               | Начало         | Окончание       | Династия                   | Особенности титула                                                                      | Пр.           |
| ----------------------------------------------------------------------------------- | ---------------------------------------------- | -------------- | --------------- | -------------------------- | --------------------------------------------------------------------------------------- | ------------- |
|                                                                                     | Хлодвиг I (ок. 466—511) фр. Clovis Ier         | 481            | 27 ноября 511   | Меровинги фр. Mérovingiens | король франков лат. Francorum Rex                                                       | [ 1 ] [ 5 ]   |
| С 27 ноября 511 года по 23 декабря 558 года — централизованная власть отсутствовала |                                                |                |                 |                            |                                                                                         |               |
|                                                                                     | Хлотарь I (ок. 502—561) фр. Clotaire Ier       | 23 декабря 558 | декабрь 561     | Меровинги фр. Mérovingiens | король франков лат. Francorum Rex                                                       | [ 6 ] [ 7 ]   |
| С декабря 561 года по 10 октября 613 года — централизованная власть отсутствовала   |                                                |                |                 |                            |                                                                                         |               |
|                                                                                     | Хлотарь II (584—629) фр. Clotaire II           | 10 октября 613 | 18 октября 629  | Меровинги фр. Mérovingiens | король франков лат. Francorum Rex                                                       | [ 8 ] [ 9 ]   |
|                                                                                     | Дагоберт I (ок. 608—639) фр. Dagobert Ier      | 18 октября 629 | 19 января 639   | Меровинги фр. Mérovingiens | король франков лат. Francorum Rex                                                       | [ 10 ] [ 11 ] |
|                                                                                     | Хлодвиг II (634—657) фр. Clovis II             | 19 января 639  | октябрь 657     | Меровинги фр. Mérovingiens | король франков лат. Francorum Rex                                                       | [ 12 ] [ 13 ] |
|                                                                                     | Хлотарь III (ок. 651—673) фр. Clotaire III     | октябрь 657    | апрель 673      | Меровинги фр. Mérovingiens | король франков лат. Francorum Rex                                                       | [ 14 ] [ 15 ] |
|                                                                                     | Теодорих III (ок. 653—690) фр. Thierry III     | апрель 673     | 673             | Меровинги фр. Mérovingiens | король франков лат. Francorum Rex                                                       | [ 16 ] [ 17 ] |
|                                                                                     | Хильдерик II (ок. 656—675) фр. Childéric II    | 673            | октябрь 675     | Меровинги фр. Mérovingiens | король франков лат. Francorum Rex                                                       | [ 18 ] [ 19 ] |
|                                                                                     | Теодорих III (ок. 653—690) фр. Thierry III     | октябрь 675    | 690             | Меровинги фр. Mérovingiens | король франков лат. Francorum Rex                                                       | [ 16 ] [ 17 ] |
|                                                                                     | Хлодвиг IV (ок. 678—695) фр. Clovis IV         | 690            | март 695        | Меровинги фр. Mérovingiens | король франков лат. Francorum Rex                                                       |               |
|                                                                                     | Хильдеберт III (ок. 679—711) фр. Childebert IV | март 695       | 14 апреля 711   | Меровинги фр. Mérovingiens | король франков лат. Francorum Rex                                                       | [ 20 ] [ 21 ] |
|                                                                                     | Дагоберт III (ок. 698—715) фр. Dagobert III    | 14 апреля 711  | декабрь 715     | Меровинги фр. Mérovingiens | король франков лат. Francorum Rex                                                       | [ 22 ] [ 23 ] |
|                                                                                     | Хильперик II (ок. 674—721) фр. Chilpéric II    | декабрь 715    | февраль 721     | Меровинги фр. Mérovingiens | король франков лат. Francorum Rex                                                       | [ 24 ] [ 25 ] |
|                                                                                     | Теодорих IV (ок. 712—737) фр. Thierry IV       | февраль 721    | апрель 737      | Меровинги фр. Mérovingiens | король франков лат. Francorum Rex                                                       | [ 26 ] [ 27 ] |
|                                                                                     | Карл Мартелл (ок. 688—741) фр. Charles Martel  | апрель 737     | 15 октября 741  | Пипиниды фр. Pépinides     | майордом Нейстрии лат. Maior domus Neustriae                                            | [ 28 ] [ 29 ] |
|                                                                                     | Пипин (714—768) фр. Pépin                      | 15 октября 741 | 2 февраля 743   | Каролинги фр. Carolingiens | майордом Нейстрии лат. Maior domus Neustriae                                            | [ 30 ] [ 31 ] |
|                                                                                     | Хильдерик III (ок. 718—754) фр. Childéric III  | 2 февраля 743  | 25 декабря 751  | Меровинги фр. Mérovingiens | король франков лат. Francorum Rex                                                       | [ 32 ] [ 33 ] |
|                                                                                     | Пипин (714—768) фр. Pépin                      | 25 декабря 751 | 24 сентября 768 | Каролинги фр. Carolingiens | король франков лат. Francorum Rex                                                       | [ 30 ] [ 31 ] |
|                                                                                     | Карл I (748—814) фр. Charles Ier               | 9 октября 768  | 28 января 814   | Каролинги фр. Carolingiens | король франков лат. Francorum Rex император Запада (с 800) лат. Imperator Occidentalium | [ 34 ] [ 35 ] |
|                                                                                     | Людовик I (778—840) фр. Louis Ier              | 28 января 814  | 1 октября 833   | Каролинги фр. Carolingiens | король франков лат. Francorum Rex император Запада лат. Imperator Occidentalium         | [ 36 ] [ 37 ] |
|                                                                                     | Лотарь I (795—855) фр. Lothaire Ier            | 1 октября 833  | 1 марта 834     | Каролинги фр. Carolingiens | король франков лат. Francorum Rex                                                       | [ 38 ] [ 39 ] |
|                                                                                     | Людовик I (778—840) фр. Louis Ier              | 1 марта 834    | 20 июня 840     | Каролинги фр. Carolingiens | король франков лат. Francorum Rex император Запада лат. Imperator Occidentalium         | [ 36 ] [ 37 ] |
|                                                                                     | Лотарь I (795—855) фр. Lothaire Ier            | 20 июня 840    | август 843      | Каролинги фр. Carolingiens | король франков лат. Francorum Rex император Запада лат. Imperator Occidentalium         | [ 38 ] [ 39 ] |

## Западно-Франкское королевство (843—987)

Разделение франкских земель в 843 году:
Королевство Карла II
Королевство Лотаря I
Королевство Людовика II

В августе 843 года был подписан Верденский договор, по которому государство было разделено на три части: Западно- (Франция), Восточно- (Германия) и Средне-Франкское королевства. Карл II стал королём Западной Франкии, приняв титул «короля франков» и став первым правителем средневековой Франции. В 869 году прекратила существование Лотарингия — часть Средне-Франкского королевства, распавшегося в 855 году, что повлекло за собой раздел её территорий между Италией, Западной и Восточной Франкией. В 884 году была совершена последняя серьёзная попытка объединить все франкские земли в одно государство, во главе которого встал король Восточной Франкии и Италии Карл III, которого признали и в Западно-Франкском королевстве; однако в 887 году на собрании дворянства он был лишён короны за неспособность управлять государственными делами и организовать сопротивление норманнам.
Ситуация усугублялась тем, что с 888 года в Западной Франкии были две конкурирующие династии: постепенно слабеющие Каролинги и всё более могущественные Робертины — потомки графа Парижа Роберта, успешно защищавшего север страны от норманнов. Его сын Эд был избран франкской знатью королём вместо Карла III. В 898 году, после смерти Эда, Каролинги вернули себе власть. Получившие от них титул герцогов франков Робертины постепенно становились всё сильнее, однако после воцарения Людовика IV сосуществовали с Каролингами мирно. Внезапная смерть Людовика V, не оставившего наследников, пресекла династию Каролингов. На трон воцарился герцог франков Гуго, представитель династии Робертинов. 3 июля 987 года на коронации Гуго в Париже название государства было изменено на «Королевство франков».
| Портрет | Имя (годы жизни)                          | Правление      | Правление       | Династия                   | Особенности титула | Пр.           |
| Портрет | Имя (годы жизни)                          | Начало         | Окончание       | Династия                   | Особенности титула | Пр.           |
| --- | ----------------------------------------- | -------------- | --------------- | -------------------------- | --- | ------------- |
| | Карл II (823—877) фр. Charles II          | август 843     | 6 октября 877   | Каролинги фр. Carolingiens | король франков лат. Francorum Rex король Италии (с 875) лат. Rex Italiae император Запада (с 875) лат. Imperator Occidentalium | [ 41 ] [ 42 ] |
| | Людовик II (846—879) фр. Louis II         | 6 октября 877  | 11 апреля 879   | Каролинги фр. Carolingiens | король франков лат. Francorum Rex король Прованса лат. Rex Provinciae                                                          | [ 43 ] [ 44 ] |
| | Людовик III (ок. 864—882) фр. Louis III   | 11 апреля 879  | 5 августа 882   | Каролинги фр. Carolingiens | король франков лат. Francorum Rex                                                                                              | [ 45 ] [ 46 ] |
| | Карломан II (ок. 867—884) фр. Carloman II | 5 августа 882  | 6 декабря 884   | Каролинги фр. Carolingiens | король франков лат. Francorum Rex                                                                                              | [ 47 ] [ 48 ] |
| | Карл (839—888) фр. Charles                | 6 декабря 884  | 11 ноября 887   | Каролинги фр. Carolingiens | король франков лат. Francorum Rex король Италии лат. Rex Italiae император Запада лат. Imperator Occidentalium                 | [ 49 ] [ 50 ] |
| | Эд (ок. 859—898) фр. Eudes                | 29 февраля 888 | 3 января 898    | Робертины фр. Robertiens   | король франков лат. Francorum Rex                                                                                              | [ 51 ] [ 52 ] |
| | Карл III (879—929) фр. Charles III        | 3 января 898   | 29 июня 922     | Каролинги фр. Carolingiens | король франков лат. Francorum Rex                                                                                              | [ 53 ] [ 54 ] |
| | Роберт I (ок. 862—923) фр. Robert Ier     | 29 июня 922    | 15 июня 923     | Робертины фр. Robertiens   | король франков лат. Francorum Rex                                                                                              | [ 55 ] [ 56 ] |
| | Рауль (?—936) фр. Raoul                   | 15 июня 923    | 15 января 936   | Бозониды фр. Bosonides     | король франков лат. Francorum Rex                                                                                              | [ 57 ] [ 58 ] |
| С 15 января по 19 июня 936 года — под регентством маркиза Нейстрии Гуго (фр. Hugues)                                                |                                           |                |                 |                            | |               |
| | Людовик IV (921—954) фр. Louis IV         | 19 июня 936    | 10 сентября 954 | Каролинги фр. Carolingiens | король франков лат. Francorum Rex                                                                                              | [ 59 ] [ 60 ] |
| С 10 сентября по 12 ноября 954 года — под регентством архиепископа Реймса Артольда (фр. Artaud) и герцога франков Гуго (фр. Hugues) |                                           |                |                 |                            | |               |
| | Лотарь (941—986) фр. Lothaire             | 12 ноября 954  | 2 марта 986     | Каролинги фр. Carolingiens | король франков лат. Francorum Rex                                                                                              | [ 61 ] [ 62 ] |
| | Людовик V (967—987) фр. Louis V           | 2 марта 986    | 21 мая 987      | Каролинги фр. Carolingiens | король франков лат. Francorum Rex                                                                                              | [ 63 ] [ 64 ] |
| С 21 мая по 1 июня 987 года — под регентством архиепископа Реймса Адальберона (фр. Adalbéron) и герцога франков Гуго (фр. Hugues)   |                                           |                |                 |                            | |               |

## Королевство Франция (987—1792)

Королевство Франция в 1477 году

После внезапной смерти Людовика V, не оставившего наследников, на трон воцарился герцог франков Гуго, представитель династии Робертинов. 3 июля 987 года на коронации Гуго в Париже название государства было изменено на «Королевство франков». В 1180 году Филипп II ввёл в употребление французскую форму латинского титула Francorum Rex — Roi de France (с фр. — «Король Франции»). Слово «Francorum» в титуле стало означать государство, а не народ. Титул французского монарха вновь был изменён, когда после убийства Генриха III в 1589 году на престол взошёл король Наварры Генрих III (под именем Генрих IV), представитель династии Бурбонов, объединивший два королевства.
После начала Французской революции в июле 1789 года королевская власть Людовика XVI ослабла. Страной фактически управляло Национальное собрание. С октября 1789 года (после массового народного шествия к королевской резиденции в Версале) Людовик XVI удерживался революционерами в парижском дворце Тюильри. 20 июня 1791 года король попытался покинуть Париж, однако был задержан и 25 июня вновь заточён в Тюильри. Национальное собрание получило право принимать законодательные акты и издавать декреты без королевского одобрения. В сентябре 1791 года на заседании Собрания Людовик XVI принёс присягу соблюдать конституцию, в соответствии с которой титул монарха был изменён на Милостью Божьей, и конституционным законом государства, король французов. 10 августа 1792 года после взятия революционными силами дворца Тюильри (новой королевской резиденции) Людовик XVI был отстранён от власти указом Национального собрания и помещён в тюрьму Тампль. 21 сентября 1792 года король был формально низложен, а монархия упразднена в соответствии с постановлением Национального конвента — законодательного органа, пришедшего на смену Собранию.
| Портрет | Имя (годы жизни)                                                                             | Правление        | Правление | Династия                           | Особенности титула | Пр.             |
| Портрет | Имя (годы жизни)                                                                             | Начало           | Окончание | Династия                           | Особенности титула | Пр.             |
| --- | -------------------------------------------------------------------------------------------- | ---------------- | --- | ---------------------------------- | --- | --------------- |
| | Гуго I (ок. 941—996) фр. Hugues Ier                                                          | 1 июня 987       | 24 октября 996 | Капетинги фр. Capétiens            | Милостью Божьей, король франков лат. Dei gratia Francorum Rex | [ 67 ] [ 68 ]   |
| | Роберт II (972—1031) фр. Robert II                                                           | 24 октября 996   | 20 июля 1031 | Капетинги фр. Capétiens            | Милостью Божьей, король франков лат. Dei gratia Francorum Rex герцог Бургундии (1004—1016) лат. Dux Burgundiae | [ 69 ] [ 70 ]   |
| | Генрих I (1008—1060) фр. Henri Ier                                                           | 20 июля 1031     | 4 августа 1060 | Капетинги фр. Capétiens            | Милостью Божьей, король франков лат. Dei gratia Francorum Rex герцог Бургундии (до 1032) лат. Dux Burgundiae | [ 71 ] [ 72 ]   |
| | Филипп I (1052—1108) фр. Philippe Ier                                                        | 4 августа 1060   | 29 июля 1108 | Капетинги фр. Capétiens            | Милостью Божьей, король франков лат. Dei gratia Francorum Rex | [ 73 ] [ 74 ]   |
| | Людовик VI (1081—1137) фр. Louis VI                                                          | 29 июля 1108     | 1 августа 1137 | Капетинги фр. Capétiens            | Милостью Божьей, король франков лат. Dei gratia Francorum Rex | [ 75 ] [ 76 ]   |
| | Людовик VII (1120—1180) фр. Louis VII                                                        | 1 августа 1137   | 18 сентября 1180 | Капетинги фр. Capétiens            | Милостью Божьей, король франков лат. Dei gratia Francorum Rex | [ 77 ] [ 78 ]   |
| | Филипп II (1165—1223) фр. Philippe II                                                        | 18 сентября 1180 | 14 июля 1223 | Капетинги фр. Capétiens            | Милостью Божьей, король Франции фр. Par la grâce de Dieu Roi de France, лат. Dei Gratia Francorum Rex | [ 79 ] [ 80 ]   |
| | Людовик VIII (1187—1226) фр. Louis VIII                                                      | 14 июля 1223     | 8 ноября 1226 | Капетинги фр. Capétiens            | Милостью Божьей, король Франции фр. Par la grâce de Dieu Roi de France, лат. Dei Gratia Francorum Rex | [ 81 ] [ 82 ]   |
| | Людовик IX (1214—1270) фр. Louis IX                                                          | 8 ноября 1226    | 25 августа 1270 | Капетинги фр. Capétiens            | Милостью Божьей, король Франции фр. Par la grâce de Dieu Roi de France, лат. Dei Gratia Francorum Rex | [ 83 ] [ 84 ]   |
| | Филипп III (1245—1285) фр. Philippe III                                                      | 25 августа 1270  | 5 октября 1285 | Капетинги фр. Capétiens            | Милостью Божьей, король Франции фр. Par la grâce de Dieu Roi de France, лат. Dei Gratia Francorum Rex | [ 85 ] [ 86 ]   |
| | Филипп IV (1268—1314) фр. Philippe IV                                                        | 5 октября 1285   | 29 ноября 1314 | Капетинги фр. Capétiens            | Милостью Божьей, король Франции фр. Par la grâce de Dieu Roi de France, лат. Dei Gratia Francorum Rex король Наварры (до 1305) баск. Nafarroako erregea, фр. Roi de Navarre | [ 87 ] [ 88 ]   |
| | Людовик X (1289—1316) фр. Louis X                                                            | 29 ноября 1314   | 5 июня 1316 | Капетинги фр. Capétiens            | Милостью Божьей, король Франции фр. Par la grâce de Dieu Roi de France, лат. Dei Gratia Francorum Rex король Наварры баск. Nafarroako erregea, фр. Roi de Navarre | [ 89 ] [ 90 ]   |
| С 5 июня по 17 июля 1316 года — под регентством графа Валуа Карла (фр. Charles) С 17 июля по 15 ноября 1316 года — под регентством графа Пуатье Филиппа (фр. Philippe) |                                                                                              |                  | |                                    | |                 |
| | Иоанн I (1316—1316) фр. Jean Ier                                                             | 15 ноября 1316   | 19 ноября 1316 | Капетинги фр. Capétiens            | Милостью Божьей, король Франции фр. Par la grâce de Dieu Roi de France, лат. Dei Gratia Francorum Rex король Наварры баск. Nafarroako erregea, фр. Roi de Navarre | [ 91 ] [ 92 ]   |
| | Филипп V (1293—1322) фр. Philippe V                                                          | 19 ноября 1316   | 3 января 1322 | Капетинги фр. Capétiens            | Милостью Божьей, король Франции фр. Par la grâce de Dieu Roi de France, лат. Dei Gratia Francorum Rex король Наварры баск. Nafarroako erregea, фр. Roi de Navarre | [ 93 ] [ 94 ]   |
| | Карл IV (1294—1328) фр. Charles IV                                                           | 3 января 1322    | 1 февраля 1328 | Капетинги фр. Capétiens            | Милостью Божьей, король Франции фр. Par la grâce de Dieu Roi de France, лат. Dei Gratia Francorum Rex король Наварры баск. Nafarroako erregea, фр. Roi de Navarre | [ 95 ] [ 96 ]   |
| С 1 февраля по 1 апреля 1328 года — под регентством графа Валуа и Анжу Филиппа (фр. Philippe)                                                                          |                                                                                              |                  | |                                    | |                 |
| | Филипп VI (1293—1350) фр. Philippe VI                                                        | 1 апреля 1328    | 22 августа 1350 | Валуа фр. Valois                   | Милостью Божьей, король Франции фр. Par la grâce de Dieu Roi de France, лат. Dei Gratia Francorum Rex | [ 97 ] [ 98 ]   |
| | Иоанн II (1319—1364) фр. Jean II                                                             | 22 августа 1350  | 8 апреля 1364 | Валуа фр. Valois                   | Милостью Божьей, король Франции фр. Par la grâce de Dieu Roi de France, лат. Dei Gratia Francorum Rex | [ 99 ] [ 100 ]  |
| | Карл V (1337—1380) фр. Charles V                                                             | 8 апреля 1364    | 16 сентября 1380 | Валуа фр. Valois                   | Милостью Божьей, король Франции фр. Par la grâce de Dieu Roi de France, лат. Dei Gratia Francorum Rex | [ 101 ] [ 102 ] |
| | Карл VI (1368—1422) фр. Charles VI                                                           | 16 сентября 1380 | 21 октября 1422 | Валуа фр. Valois                   | Милостью Божьей, король Франции фр. Par la grâce de Dieu Roi de France, лат. Dei Gratia Francorum Rex | [ 103 ] [ 104 ] |
| | Карл VII (1403—1461) фр. Charles VII                                                         | 21 октября 1422  | 22 июля 1461 | Валуа фр. Valois                   | Милостью Божьей, король Франции фр. Par la grâce de Dieu Roi de France, лат. Dei Gratia Francorum Rex | [ 105 ] [ 106 ] |
| | Людовик XI (1423—1483) фр. Louis XI                                                          | 22 июля 1461     | 30 августа 1483 | Валуа фр. Valois                   | Милостью Божьей, король Франции фр. Par la grâce de Dieu Roi de France, лат. Dei Gratia Francorum Rex | [ 107 ] [ 108 ] |
| | Карл VIII (1470—1498) фр. Charles VIII                                                       | 30 августа 1483  | 7 апреля 1498 | Валуа фр. Valois                   | Милостью Божьей, король Франции фр. Par la grâce de Dieu Roi de France, лат. Dei Gratia Francorum Rex король Неаполя (1495) итал. Re di Napoli | [ 109 ] [ 110 ] |
| | Людовик XII (1462—1515) фр. Louis XII                                                        | 7 апреля 1498    | 1 января 1515 | Валуа-Орлеан фр. Valois-Orléans    | Милостью Божьей, король Франции фр. Par la grâce de Dieu Roi de France, лат. Dei Gratia Francorum Rex герцог Милана (1499—1512) итал. Duca di Milano король Неаполя (1501—1504) итал. Re di Napoli                                                                                                 | [ 111 ] [ 112 ] |
| | Франциск I (1494—1547) фр. François Ier                                                      | 1 января 1515    | 31 марта 1547 | Валуа-Ангулем фр. Valois-Angoulême | Милостью Божьей, король Франции фр. Par la grâce de Dieu Roi de France, лат. Dei Gratia Francorum Rex герцог Милана (1515—1521, 1524—1525) итал. Duca di Milano | [ 113 ] [ 114 ] |
| | Генрих II (1519—1559) фр. Henri II                                                           | 31 марта 1547    | 10 июля 1559 | Валуа-Ангулем фр. Valois-Angoulême | Милостью Божьей, король Франции фр. Par la grâce de Dieu Roi de France, лат. Dei Gratia Francorum Rex | [ 115 ] [ 116 ] |
| | Франциск II (1544—1560) фр. François II                                                      | 10 июля 1559     | 5 декабря 1560 | Валуа-Ангулем фр. Valois-Angoulême | Милостью Божьей, король Франции фр. Par la grâce de Dieu Roi de France, лат. Dei Gratia Francorum Rex | [ 117 ] [ 118 ] |
| | Карл IX (1550—1574) фр. Charles IX                                                           | 5 декабря 1560   | 30 мая 1574 | Валуа-Ангулем фр. Valois-Angoulême | Милостью Божьей, король Франции фр. Par la grâce de Dieu Roi de France, лат. Dei Gratia Francorum Rex | [ 119 ] [ 120 ] |
| | Генрих III (1551—1589) фр. Henri III                                                         | 30 мая 1574      | 2 августа 1589 | Валуа-Ангулем фр. Valois-Angoulême | Милостью Божьей, король Франции фр. Par la grâce de Dieu Roi de France, лат. Dei Gratia Francorum Rex король польский, великий князь литовский (до 1575) лат. Rex Poloniae, magnus dux Lithuaniae, пол. Król Polski, Wieli xiążę Litewscy, лит. Lenkijos karalius ir Lietuvos didysis kunigaikštis | [ 121 ] [ 122 ] |
| | Генрих IV (1553—1610) фр. Henri IV                                                           | 2 августа 1589   | 14 мая 1610 | Бурбоны фр. Bourbons               | Милостью Божьей, король Франции и Наварры фр. Par la grâce de Dieu, Roi de France et de Navarre, лат. Dei Gratia Francorum et Navarrae Rex | [ 123 ] [ 124 ] |
| | Людовик XIII (1601—1643) фр. Louis XIII                                                      | 14 мая 1610      | 14 мая 1643 | Бурбоны фр. Bourbons               | Милостью Божьей, король Франции и Наварры фр. Par la grâce de Dieu, Roi de France et de Navarre, лат. Dei Gratia Francorum et Navarrae Rex | [ 125 ] [ 126 ] |
| | Людовик XIV (1638—1715) фр. Louis XIV                                                        | 14 мая 1643      | 1 сентября 1715 | Бурбоны фр. Bourbons               | Милостью Божьей, король Франции и Наварры фр. Par la grâce de Dieu, Roi de France et de Navarre, лат. Dei Gratia Francorum et Navarrae Rex | [ 127 ] [ 128 ] |
| | Людовик XV (1710—1774) фр. Louis XV                                                          | 1 сентября 1715  | 10 мая 1774 | Бурбоны фр. Bourbons               | Милостью Божьей, король Франции и Наварры фр. Par la grâce de Dieu, Roi de France et de Navarre, лат. Dei Gratia Francorum et Navarrae Rex | [ 129 ] [ 130 ] |
| | Людовик XVI (1754—1793) фр. Louis XVI                                                        | 10 мая 1774      | 6 ноября 1789 | Бурбоны фр. Bourbons               | Милостью Божьей, король Франции и Наварры фр. Par la grâce de Dieu, Roi de France et de Navarre, лат. Dei Gratia Francorum et Navarrae Rex | [ 131 ] [ 132 ] |
| 6 ноября 1789 | Людовик XVI (1754—1793) фр. Louis XVI                                                        | 21 сентября 1792 | Милостью Божьей, и конституционным законом государства, король французов фр. Par la grâce de Dieu, et par la loi constitutionnelle de l’Etat, Roi des Français | Бурбоны фр. Bourbons               | | [ 131 ] [ 132 ] |
| | Маргарита-Луи-Франсуа Дюпор-Дютерр (1754—1793) фр. Marguerite-Louis-François Duport-Dutertre | 21 июня 1791     | 14 сентября 1791 | —                                  | министр юстиции фр. Ministre de la Justice | [ 133 ]         |
| | Жорж Жак Дантон (1759—1794) фр. Georges Jacques Danton                                       | 10 августа 1792  | 21 сентября 1792 | —                                  | министр юстиции фр. Ministre de la Justice | [ 134 ]         |

### Национальное собрание (1791—1792)
После начала Французской революции в июле 1789 года королевская власть Людовика XVI фактически ослабла. Национальное собрание, провозгласившее себя 9 июля Учредительным, взяло на себя полномочия законодательной власти и приступило к разработке Конституции. С октября 1789 года (после массового народного шествия к королевской резиденции в Версале) Людовик XVI удерживался революционерами в парижском дворце Тюильри. 20 июня 1791 года Людовик XVI попытался покинуть Париж, однако был задержан и 25 июня вновь заточён в Тюильри. Национальное собрание получило право принимать законодательные акты и издавать декреты без королевского одобрения, обязанность обнародования законов и декретов путём скрепления их государственной печатью была возложена на министра юстиции. Собрание осуществляло всю полноту законодательной и исполнительной власти до 14 сентября 1791 года, когда король принёс присягу на сохранение Конституции и вернул себе функции главы исполнительной власти, и завершило разработку проекта Конституции, после чего объявило свою миссию выполненной и 30 сентября провело последнее заседание.
10 августа 1792 года после взятия революционными силами дворца Тюильри (новой королевской резиденции) Людовик XVI был отстранён от власти указом Национального законодательного собрания и помещён в тюрьму Тампль. Собрание вновь получило право принимать законодательные акты и издавать декреты без королевского одобрения и постановило созвать Национальный конвент для выработки новой конституции. 21 сентября Законодательное собрание провело последнее заседание. Председатель Собрания Пьер-Жозеф Камбон объявил о роспуске парламента и передаче законодательных полномочий Конвенту. В тот же день Людовик XVI был формально низложен, а монархия упразднена в соответствии с постановлением Национального конвента.
| Портрет                               | Имя (годы жизни)                                                                          | Полномочия                          | Полномочия                          | Наименование должности                                                     | Пр.                                 |
| Портрет                               | Имя (годы жизни)                                                                          | Начало                              | Окончание                           | Наименование должности                                                     | Пр.                                 |
| Национальное учредительное собрание   | Национальное учредительное собрание                                                       | Национальное учредительное собрание | Национальное учредительное собрание | Национальное учредительное собрание                                        | Национальное учредительное собрание |
| ------------------------------------- | ----------------------------------------------------------------------------------------- | ----------------------------------- | ----------------------------------- | -------------------------------------------------------------------------- | ----------------------------------- |
|                                       | Александр Франсуа Мари де Богарне (1760—1794) фр. Alexandre François Marie de Beauharnais | 21 июня 1791                        | 2 июля 1791                         | Председатель Национального собрания фр. Président de l’Assemblée nationale | [ 137 ]                             |
|                                       | Шарль-Мало-Франсуа де Ламет (1757—1832) фр. Charles-Malo-François de Lameth               | 2 июля 1791                         | 19 июля 1791                        | Председатель Национального собрания фр. Président de l’Assemblée nationale | [ 138 ]                             |
|                                       | Жак Дефермон (1752—1831) фр. Jacques Defermon                                             | 19 июля 1791                        | 30 июля 1791                        | Председатель Национального собрания фр. Président de l’Assemblée nationale | [ 139 ]                             |
|                                       | Александр Франсуа Мари де Богарне (1760—1794) фр. Alexandre François Marie de Beauharnais | 30 июля 1791                        | 13 августа 1791                     | Председатель Национального собрания фр. Président de l’Assemblée nationale | [ 137 ]                             |
|                                       | Шарль Луи Виктор де Брольи (1756—1794) фр. Charles Louis Victor de Broglie                | 13 августа 1791                     | 27 августа 1791                     | Председатель Национального собрания фр. Président de l’Assemblée nationale | [ 140 ]                             |
|                                       | Теодор Вернье (1731—1818) фр. Théodore Vernier                                            | 27 августа 1791                     | 10 сентября 1791                    | Председатель Национального собрания фр. Président de l’Assemblée nationale | [ 141 ]                             |
|                                       | Жак-Гийом Туре (1746—1794) фр. Jacques-Guillaume Thouret                                  | 10 сентября 1791                    | 14 сентября 1791                    | Председатель Национального собрания фр. Président de l’Assemblée nationale | [ 142 ]                             |
| Национальное законодательное собрание |                                                                                           |                                     |                                     |                                                                            |                                     |
|                                       | Жан-Франсуа Мерле (1761—1830) фр. Jean-François Merlet                                    | 10 августа 1792                     | 19 августа 1792                     | Председатель Национального собрания фр. Président de l’Assemblée nationale | [ 143 ]                             |
|                                       | Жан-Франсуа Делакруа (1753—1794) фр. Jean-François Delacroix                              | 19 августа 1792                     | 2 сентября 1792                     | Председатель Национального собрания фр. Président de l’Assemblée nationale | [ 144 ]                             |
|                                       | Мари-Жан Эро де Сешель (1759—1794) фр. Marie-Jean Hérault de Séchelles                    | 2 сентября 1792                     | 16 сентября 1792                    | Председатель Национального собрания фр. Président de l’Assemblée nationale | [ 145 ]                             |
|                                       | Пьер-Жозеф Камбон (1756—1820) фр. Pierre-Joseph Cambon                                    | 16 сентября 1792                    | 21 сентября 1792                    | Председатель Национального собрания фр. Président de l’Assemblée nationale | [ 146 ]                             |

## Первая республика (1792—1809)
В период Первой республики (фр. Première République), установленной принятым 21 сентября 1792 года Постановлением об отмене монархии (фр. Proclamation de l’abolition de la royauté) и фактически прекратившей существование с провозглашением Империи французов (фр. Empire français) 18 мая 1804 года, функции законодательной и исполнительной власти осуществлялись разнородными коллегиальными органами. После провозглашения Наполеона I императором наименование Империя французов постепенно заменило Французскую республику в документах. Официальной датой его введения считают 1 января 1809 года, когда по императорскому указу от 22 августа 1808 года была изменена легенда на французских монетах.

### Национальный конвент (1792—1795)
Национальное законодательное собрание после восстания 10 августа 1792 года, свергнувшего монархию, постановило приостановить короля Людовика XVI в его функциях и созвать Национальный конвент для выработки новой конституции. Выборы в Конвент были двухстепенными, в них участвовали все мужчины (исключая домашнюю прислугу), достигшие 21 года. 21 сентября 1792 года монархия была упразднена в соответствии с указом Собрания. В тот же день было объявлено о роспуске Национального собрания и передаче законодательных полномочий созданному 20 сентября Национальному конвенту. Председатели Конвента выбирались депутатами на двухнедельный срок. Функциональными и административными органами Конвента являлись многочисленные комитеты, из которых наибольшим влиянием обладал Комитет общественного спасения (фр. Comité du salut public).
После принятия Конвентом 22 августа 1795 года Конституции III года был избран новый законодательный орган, состоящий из двух палат (Совета пятисот и Совета старейшин), вскоре образовавший новый исполнительный орган (правительство) — Исполнительную директорию, начавшую работать 4 ноября. 22 октября Конвент принял закон, который постановил, что с 26 октября (дня последнего заседания Конвента) до создания Директории административные функции на себя возьмёт Комитет общественного спасения, наделённый широкими полномочиями.
| Портрет | Имя (годы жизни) | Полномочия       | Полномочия      | Наименование должности | Пр.     |
| Портрет | Имя (годы жизни) | Начало           | Окончание       | Наименование должности | Пр.     |
| --- | --- | ---------------- | --------------- | --- | ------- |
| 73 лица, последовательно замещавших пост председателя Национального конвента, указаны в статье «Список председателей Национального конвента Франции» | 73 лица, последовательно замещавших пост председателя Национального конвента, указаны в статье «Список председателей Национального конвента Франции» | 21 сентября 1792 | 26 октября 1795 | Председатель Национального конвента фр. Président de la Convention nationale                                                           | [ 151 ] |
| | Жан-Жак-Режи Камбасерес (1753—1824) фр. Jean-Jacques Régis Cambacérès                                                                                | 26 октября 1795  | 2 ноября 1795   | Председатель Комитета общественного спасения Национального конвента фр. Président du comité de Salut public de la Convention nationale | [ 152 ] |

### Исполнительная директория (1795—1799)
В соответствии с Конституцией III года исполнительная власть была передана Исполнительной директории (фр. Directoire exécutif), состоявшей из 5 членов (фр. Membres du Directoire). Поскольку полномочия имел полный состав директории, то передача дел от предшествовавших ей исполнительных органов (Комитета общественного спасения и подведомственных ему Исполнительных комиссий) была проведена после избрания 4 ноября 1795 года последнего, пятого директора. Члены директории являлись её председателями (фр. Président du Directoire) по очереди на срок в три месяца, однако правил для избрания на этот пост не было установлено, и трёхмесячный срок соблюдался не строго. Пост председателя не давал дополнительных полномочий, кроме хранения печати и первой подписи на документах, принятых директорией. Распределение отдельных полномочий между членами директории означало и назначение ими соответствующих министров с последующим администрированием их деятельности.
После переворота 18 брюмера VIII года (9 ноября 1799 года) директория была лишена власти, с установлением нового политического режима (консулата) во главе с Наполеоном Бонапартом.
| Портрет         | Имя (годы жизни)                                                                            | Полномочия члена | Полномочия члена | Полномочия председателя | Полномочия председателя | Пр.     |
| Портрет         | Имя (годы жизни)                                                                            | Начало           | Окончание        | Начало                  | Окончание               | Пр.     |
| --------------- | ------------------------------------------------------------------------------------------- | ---------------- | ---------------- | ----------------------- | ----------------------- | ------- |
|                 | Луи-Мари Ла Ревельер-Лепо (1753—1824) фр. Louis-Marie La Revellière-Lépeaux                 | 2 ноября 1795    | 18 июня 1799     | 29 июля 1796            | 1 ноября 1796           | [ 158 ] |
| 24 августа 1797 | Луи-Мари Ла Ревельер-Лепо (1753—1824) фр. Louis-Marie La Revellière-Lépeaux                 | 2 ноября 1795    | 18 июня 1799     | 27 ноября 1797          |                         | [ 158 ] |
| 27 ноября 1798  | Луи-Мари Ла Ревельер-Лепо (1753—1824) фр. Louis-Marie La Revellière-Lépeaux                 | 2 ноября 1795    | 18 июня 1799     | 25 февраля 1799         |                         | [ 158 ] |
|                 | Этьен-Франсуа-Луи-Оноре Ле Турнёр (1751—1817) фр. Étienne-François-Louis-Honoré Le Tourneur | 2 ноября 1795    | 26 мая 1797      | 31 января 1796          | 30 апреля 1796          | [ 159 ] |
| 30 апреля 1797  | Этьен-Франсуа-Луи-Оноре Ле Турнёр (1751—1817) фр. Étienne-François-Louis-Honoré Le Tourneur | 2 ноября 1795    | 26 мая 1797      | 26 мая 1797             |                         | [ 159 ] |
|                 | Жан-Франсуа Рёбелль (1747—1807) фр. Jean-François Reubell                                   | 2 ноября 1795    | 19 мая 1799      | 2 ноября 1795           | 31 января 1796          | [ 160 ] |
| 30 января 1797  | Жан-Франсуа Рёбелль (1747—1807) фр. Jean-François Reubell                                   | 2 ноября 1795    | 19 мая 1799      | 30 апреля 1797          |                         | [ 160 ] |
| 26 мая 1798     | Жан-Франсуа Рёбелль (1747—1807) фр. Jean-François Reubell                                   | 2 ноября 1795    | 19 мая 1799      | 24 августа 1798         |                         | [ 160 ] |
|                 | Поль-Франсуа-Жан-Никола (1755—1829) фр. Paul François Jean Nicolas                          | 2 ноября 1795    | 10 ноября 1799   | 1 ноября 1796           | 30 января 1797          | [ 161 ] |
| 27 ноября 1797  | Поль-Франсуа-Жан-Никола (1755—1829) фр. Paul François Jean Nicolas                          | 2 ноября 1795    | 10 ноября 1799   | 25 февраля 1798         |                         | [ 161 ] |
| 25 февраля 1799 | Поль-Франсуа-Жан-Никола (1755—1829) фр. Paul François Jean Nicolas                          | 2 ноября 1795    | 10 ноября 1799   | 26 мая 1799             |                         | [ 161 ] |
|                 | Лазар-Никола-Маргерит Карно (1753—1823) фр. Lazare-Nicolas-Marguerite Carnot                | 4 ноября 1795    | 5 сентября 1797  | 30 апреля 1796          | 29 июля 1796            | [ 162 ] |
| 26 мая 1797     | Лазар-Никола-Маргерит Карно (1753—1823) фр. Lazare-Nicolas-Marguerite Carnot                | 4 ноября 1795    | 5 сентября 1797  | 24 августа 1797         |                         | [ 162 ] |
|                 | Франсуа-Мари Бартелеми (1747—1830) фр. François-Marie Barthélemy                            | 6 июня 1797      | 5 сентября 1797  | не председательствовал  | не председательствовал  | [ 163 ] |
|                 | Филипп-Антуан Мерлен (1754—1838) фр. Philippe-Antoine Merlin                                | 10 сентября 1797 | 18 июня 1799     | 25 февраля 1798         | 26 мая 1798             | [ 164 ] |
| 26 мая 1799     | Филипп-Антуан Мерлен (1754—1838) фр. Philippe-Antoine Merlin                                | 10 сентября 1797 | 18 июня 1799     | 18 июня 1799            |                         | [ 164 ] |
|                 | Никола-Луи-Франсуа де Нёфшато (1750—1828) фр. Nicolas-Louis François de Neufchâteau         | 10 сентября 1797 | 19 мая 1798      | не председательствовал  | не председательствовал  | [ 165 ] |
|                 | Жан-Батист Трельяр (1742—1810) фр. Jean-Baptiste Treilhard                                  | 20 мая 1798      | 17 июня 1799     | 24 августа 1798         | 27 ноября 1798          | [ 166 ] |
|                 | Эммануэль-Жозеф Сийес (1748—1836) фр. Emmanuel-Joseph Sieyès                                | 20 мая 1799      | 10 ноября 1799   | 19 июня 1799            | 23 сентября 1799        | [ 167 ] |
|                 | Луи-Жером Гойе (1746—1830) фр. Louis-Jérôme Gohier                                          | 18 июня 1799     | 10 ноября 1799   | 23 сентября 1799        | 10 ноября 1799          | [ 168 ] |
|                 | Жан-Франсуа-Огюст Мулен (1752—1810) фр. Jean-François-Auguste Moulin                        | 27 июня 1799     | 10 ноября 1799   | не председательствовал  | не председательствовал  | [ 169 ] |
|                 | Пьер-Роже Дюко (1747—1816) фр. Pierre-Roger Ducos                                           | 1 июля 1799      | 10 ноября 1799   | не председательствовал  | не председательствовал  | [ 170 ] |

### Консулат и император французов (1799—1809)
В результате переворота 18 брюмера VIII года (9 ноября 1799 года) Исполнительная директория была лишена власти, и создан консулат (фр. Consulat). Три консула, образующие консулат, возглавляли как французское государство, так и подотчётный им кабинет министров.
18 мая 1804 года возглавлявший консулат первый консул Наполеон Бонапарт был провозглашён императором французов, чему предшествовало сначала «десятилетнее» (с 25 декабря 1799 года, даты вступления в силу Конституции VIII года), а затем «пожизненное» (со 2 августа 1802 года, даты обнародования результатов плебисцита по вопросу принятия Конституции X года) консульство.
| Портрет         | Имя (годы жизни)                                                                             | Полномочия     | Полномочия | Наименование должности                                              | Пр.             |
| Портрет         | Имя (годы жизни)                                                                             | Начало         | Окончание | Наименование должности                                              | Пр.             |
| --------------- | -------------------------------------------------------------------------------------------- | -------------- | --- | ------------------------------------------------------------------- | --------------- |
|                 | Эммануэль-Жозеф Сийес (1748—1836) фр. Emmanuel-Joseph Sieyès                                 | 10 ноября 1799 | 25 декабря 1799 | Консул Французской республики фр. Consul de la République française | [ 173 ] [ 174 ] |
|                 | Пьер-Роже Дюко (1747—1816) фр. Pierre-Roger Ducos                                            | 10 ноября 1799 | 25 декабря 1799 | Консул Французской республики фр. Consul de la République française | [ 175 ] [ 176 ] |
|                 | Наполеон Бонапарт (1769—1821) фр. Napoléon Bonaparte тронное имя Наполеон I фр. Napoléon Ier | 10 ноября 1799 | 25 декабря 1799 | Консул Французской республики фр. Consul de la République française | [ 177 ] [ 178 ] |
| 25 декабря 1799 | Наполеон Бонапарт (1769—1821) фр. Napoléon Bonaparte тронное имя Наполеон I фр. Napoléon Ier | 18 мая 1804    | Первый консул Французской республики фр. Premier Consul de la République française                                                                   |                                                                     | [ 177 ] [ 178 ] |
| 18 мая 1804     | Наполеон Бонапарт (1769—1821) фр. Napoléon Bonaparte тронное имя Наполеон I фр. Napoléon Ier | 1 января 1809  | Милостью Божьей и Конституцией Республики, император французов фр. Par la grâce de Dieu et les Constitutions de la République, Empereur des Français |                                                                     | [ 177 ] [ 178 ] |

## Первая империя (1809—1814)
После провозглашения Наполеона I императором наименование Империя французов постепенно заменило Французскую республику в документах. Официальной датой его введения считают 1 января 1809 года, когда по императорскому указу от 22 августа 1808 года была изменена легенда на французских монетах. Потерпев поражение в битве под Лейпцигом в октябре 1813 года, Наполеон I отступил во Францию, чтобы организовать оборону страны. После поражения в «войне шестой коалиции» и входа в Париж союзных войск Охранительный сенат 3 апреля 1814 года провозгласил отстранение Наполеона I от власти и сформировал временное правительство из 5 сенаторов во главе с Шарлем Морисом де Талейраном-Перигором.
| Портрет | Имя (годы жизни)                        | Правление     | Правление     | Династия                       | Особенности титула | Пр.             |
| Портрет | Имя (годы жизни)                        | Начало        | Окончание     | Династия                       | Особенности титула | Пр.             |
| ------- | --------------------------------------- | ------------- | ------------- | ------------------------------ | --- | --------------- |
|         | Наполеон I (1769—1821) фр. Napoléon Ier | 1 января 1809 | 3 апреля 1814 | Бонапарты фр. Maison Bonaparte | Милостью Божьей и Конституцией Республики, император французов фр. Par la grâce de Dieu et les Constitutions de la République, Empereur des Français протектор Рейнского союза (до 1813) фр. Protecteur de la Confédération du Rhin, нем. Protektor des Rheinbundes король Италии итал. Re d’Italia, фр. Roi d’Italie | [ 180 ] [ 181 ] |

## Временное правительство. Первая реставрация. Сто дней (1814—1815)
После поражения в «войне шестой коалиции» Охранительный сенат 3 апреля 1814 года провозгласил отстранение Наполеона I от власти и сформировал временное правительство из 5 сенаторов во главе с Шарлем Морисом де Талейраном-Перигором. 6 апреля император написал акт отречения за себя и своих наследников от престола Франции, в тот же день Сенат одобрил разработанную временным правительством конституцию, представлявшую собой общественный договор между нацией и королём и объявлявшую о восстановлении на престоле династии Бурбонов. Королём был провозглашён находившийся в Англии Луи-Станислас-Ксавьер де Франс (брат казнённого Людовика XVI), коронованный как Людовик XVIII. 13 мая прибывший в Париж монарх объявил о формировании правительства.
Находившийся в почётной ссылке на острове Эльбе Наполеон Бонапарт 1 марта 1815 года вновь высадился во Франции, и уже 20 марта вошёл в Париж, откуда ночью бежал король. После поражения в битве при Ватерлоо состоялось повторное отречение императора в пользу сына (Наполеона II), 22 июня была создана правительственная комиссия (фр. Commission de gouvernement, в печати того времени также называлась исполнительной комиссией, фр. Commission exécutive) во главе с Жозефом Фуше, ставшая временным правительством страны. 7 июля в условиях занятия Парижа иностранными войсками Комиссия ушла в отставку, завершив названный «Стами днями» период.
| Портрет | Имя (годы жизни) | Правление      | Правление      | Наименование должности/титула | Пр.             |
| Портрет | Имя (годы жизни) | Начало         | Окончание      | Наименование должности/титула | Пр.             |
| ------- | --- | -------------- | -------------- | --- | --------------- |
|         | Шарль Морис де Талейран-Перигор (1754—1838) фр. Charles-Maurice de Talleyrand-Périgord                                | 3 апреля 1814  | 14 апреля 1814 | Член Временного правительства фр. Membre du Gouvernement provisoire                                                                          | [ 183 ] [ 184 ] |
|         | Пьер Риель де Бёрнонвиль (1752—1821) фр. Pierre Riel de Beurnonville                                                  | 3 апреля 1814  | 14 апреля 1814 | Член Временного правительства фр. Membre du Gouvernement provisoire                                                                          | [ 185 ] [ 186 ] |
|         | Арнай-Франсуа де Жокур (1757—1852) фр. Arnail-François de Jaucourt                                                    | 3 апреля 1814  | 14 апреля 1814 | Член Временного правительства фр. Membre du Gouvernement provisoire                                                                          | [ 187 ] [ 188 ] |
|         | Эмерик-Жозеф-Вольфганг-Эрибер де Дальберг (1773—1833) фр. Emèrick-Joseph-Wolfgang-Héribert de Dalberg                 | 3 апреля 1814  | 14 апреля 1814 | Член Временного правительства фр. Membre du Gouvernement provisoire                                                                          | [ 189 ] [ 190 ] |
|         | Франсуа-Ксавье-Марк-Антуан де Монтескью-Фезенсак (1756—1832) фр. François-Xavier-Marc-Antoine de Montesquiou-Fezensac | 3 апреля 1814  | 14 апреля 1814 | Член Временного правительства фр. Membre du Gouvernement provisoire                                                                          | [ 191 ] [ 192 ] |
|         | Карл-Филипп де Франс (1757—1836) фр. Charles-Philippe de France                                                       | 14 апреля 1814 | 2 мая 1814     | Генерал-лейтенант королевства фр. Lieutenant général du Royaume                                                                              | [ 193 ] [ 194 ] |
|         | Людовик XVIII (1755—1824) фр. Louis XVIII                                                                             | 2 мая 1814     | 20 марта 1815  | Милостью Божьей, король Франции и Наварры фр. Par la grâce de Dieu, Roi de France et de Navarre                                              | [ 195 ] [ 196 ] |
|         | Наполеон I (1769—1821) фр. Napoléon Ier                                                                               | 20 марта 1815  | 22 июня 1815   | Милостью Божьей и Конституцией Империи, император французов фр. Par la grâce de Dieu et les constitutions de l’Empire, Empereur des Français | [ 197 ] [ 181 ] |
|         | Наполеон II (1811—1832) фр. Napoléon II                                                                               | 22 июня 1815   | 7 июля 1815    | Милостью Божьей и Конституцией Империи, император французов фр. Par la grâce de Dieu et les constitutions de l’Empire, Empereur des Français | [ 198 ] [ 199 ] |
|         | Жозеф Фуше (1759—1820) фр. Joseph Fouché                                                                              | 23 июня 1815   | 7 июля 1815    | Председатель Правительственной комиссии фр. Président de la Commission de gouvernement                                                       | [ 200 ] [ 201 ] |

## Вторая реставрация. Июльская монархия (1815—1848)
Режим Второй реставрации, начавшийся с въезда в освобождённый от войск Наполеона I Париж Людовика XVIII, был завершён Июльской революцией 1830 года, приведшей к свержению Карла X и установлению Июльской монархии (фр. Monarchie de Juillet) с переходом трона от Бурбонов к их младшей ветви, Орлеанскому дому. На трон был возведён Луи-Филипп, герцог Орлеанский, — 31 июля 1830 года как генерал-лейтенант королевства (наместник), 9 августа как король французов (фр. Roi des Français).
В результате революции 24 февраля 1848 года король Луи-Филипп I отрёкся от престола, передав исполнительную власть сформированному в тот же день временному правительству, вставшему во главе государства.
| Портрет        | Имя (годы жизни)                                | Правление        | Правление                             | Династия             | Особенности титула                                                                              | Пр.             |
| Портрет        | Имя (годы жизни)                                | Начало           | Окончание                             | Династия             | Особенности титула                                                                              | Пр.             |
| -------------- | ----------------------------------------------- | ---------------- | ------------------------------------- | -------------------- | ----------------------------------------------------------------------------------------------- | --------------- |
|                | Людовик XVIII (1755—1824) фр. Louis XVIII       | 8 июля 1815      | 16 сентября 1824                      | Бурбоны фр. Bourbons | Милостью Божьей, король Франции и Наварры фр. Par la grâce de Dieu, Roi de France et de Navarre | [ 195 ] [ 196 ] |
|                | Карл X (1757—1836) фр. Charles X                | 16 сентября 1824 | 2 августа 1830                        | Бурбоны фр. Bourbons | Милостью Божьей, король Франции и Наварры фр. Par la grâce de Dieu, Roi de France et de Navarre | [ 193 ] [ 194 ] |
|                | Луи-Филипп I (1773—1850) фр. Louis-Philippe Ier | 2 августа 1830   | 9 августа 1830                        | Орлеаны фр. Orléans  | генерал-лейтенант королевства фр. Lieutenant général du royaume                                 | [ 206 ] [ 207 ] |
| 9 августа 1830 | Луи-Филипп I (1773—1850) фр. Louis-Philippe Ier | 24 февраля 1848  | король французов фр. Roi des français | Орлеаны фр. Orléans  |                                                                                                 | [ 206 ] [ 207 ] |

## Вторая республика (1848—1852)
Вторая республика была провозглашена в ходе революции 1848 года, после отречения короля Луи-Филиппа I 24 февраля 1848 года и формирования временного правительства, вставшего во главе государства. 9 мая его сменила исполнительная комиссия. После начала июньского восстания 23 июня военному министру Эжену Кавеньяку было вверено командование военными силами; на следующий день исполнительная комиссия сложила полномочия, и учредительное собрание передало ему диктаторские полномочия. Подавив восстание, 28 июня Кавеньяк сложил полномочия диктатора и был назначен главой правительства. Избранный 10 декабря 1848 года президентом Луи-Наполеон Бонапарт 2 декабря 1851 года совершил государственный переворот, распустив законодательное собрание. Плебисцит, проведённый 20 декабря, вручил ему «необходимую власть для проведения в жизнь конституции на началах, предложенных в его прокламации 2 декабря», включая положение ответственности министров только перед избираемым на 10 лет президентом; 14 января 1852 года изменения были опубликованы в виде составленной Луи-Наполеоном Бонапартом новой конституции.
|        | Портрет | Имя (годы жизни) | Полномочия      | Полномочия      | Идеология               | Наименование должности                                                                                     | Пр.             |
| Начало | Портрет | Имя (годы жизни) | Окончание       |                 | Идеология               | Наименование должности                                                                                     | Пр.             |
| ------ | ------- | --- | --------------- | --------------- | ----------------------- | --- | --------------- |
| —      |         | Жак-Шарль Дюпон де л’Эр (1767—1855) фр. Jacques Charles Dupont de l’Eure                                                                | 24 февраля 1848 | 9 мая 1848      | умеренный               | Председатель Временного правительства Республики фр. Président du Gouvernement provisoire de la République | [ 210 ] [ 211 ] |
| —      |         | Филипп Жозеф Бенжамен Бюшез (1786—1853) фр. Philippe Joseph Benjamin Buchez                                                             | 9 мая 1848      | 11 мая 1848     | умеренный республиканец | Председатель Национального учредительного собрания фр. Président de l’Assemblée nationale constituante     | [ 212 ] [ 213 ] |
| —      |         | Доминик Франсуа Жан Араго (1786—1853) фр. Dominique François Jean Arago                                                                 | 11 мая 1848     | 24 июня 1848    | умеренный республиканец | Председатель Исполнительной комиссии фр. Président de la Commission du Pouvoir exécutif                    | [ 214 ] [ 215 ] |
| —      |         | Антуан Мари Жюль Сенар (1800—1885) фр. Antoine Marie Jules Sénard                                                                       | 24 июня 1848    | 28 июня 1848    | беспартийный            | Председатель Национального учредительного собрания фр. Président de l’Assemblée nationale constituante     | [ 216 ] [ 217 ] |
| —      |         | Луи Эжен Кавеньяк (1802—1857) фр. Louis Eugène Cavaignac                                                                                | 28 июня 1848    | 20 декабря 1848 | умеренный               | Глава исполнительной власти фр. Chef du Pouvoir exécutif                                                   | [ 218 ] [ 219 ] |
| 1      |         | Луи-Наполеон Бонапарт (1808—1873) фр. Louis-Napoléon Bonaparte урожд. Шарль-Луи Наполеон Бонапарт фр. Charles-Louis Napoléon Bonaparte) | 20 декабря 1848 | 1 декабря 1852  | бонапартист             | Президент Республики фр. Président de la République                                                        | [ 220 ] [ 221 ] |

## Вторая империя (1852—1870)
7 ноября 1852 года сенат провозгласил восстановление империи; проведённый 21 ноября плебисцит утвердил это постановление, и 1 декабря Луи-Наполеон Бонапарт под именем Наполеон III был провозглашён милостью Божьей и волей народа, императором французов (фр. Par la grâce de Dieu et la volonté nationale, Empereur des Français), ознаменовав создание Второй империи (фр. Second Empire, официально — Империя французов, Empire français), период бонапартистской диктатуры, свергнутой в 1870 году Сентябрьской революцией после того, как император в ходе франко-прусской войны попал в немецкий плен под Седаном 2 сентября 1870 года, и на заседании законодательного корпуса утром 4 сентября ворвавшаяся в палату толпа провозгласила республику и назначила Правительство национальной обороны.
| Портрет | Имя (годы жизни)                          | Правление      | Правление       | Династия                | Особенности титула | Пр.             |
| Портрет | Имя (годы жизни)                          | Начало         | Окончание       | Династия                | Особенности титула | Пр.             |
| ------- | ----------------------------------------- | -------------- | --------------- | ----------------------- | --- | --------------- |
|         | Наполеон III (1808—1873) фр. Napoléon III | 1 декабря 1852 | 4 сентября 1870 | Бонапарты фр. Bonaparte | Милостью Божьей и волей народа, император французов фр. Par la grâce de Dieu et la volonté nationale, Empereur des Français | [ 220 ] [ 221 ] |

## Третья республика (1870—1940)
Третья республика (фр. Troisième République) — политический режим, существовавший во Франции с 1870 по 1940 годы, основанный на действии конституционных законов 1875 года. Его формированию способствовало то, что после битвы при Седане в ходе франко-прусской войны император Наполеон III 2 сентября 1870 года сдался в плен. На заседании законодательного корпуса в ночь с 3 на 4 сентября Жюль Фавр предложил низложить императора и избрать временное правительство. Утром ворвавшейся в парламент толпой была провозглашена республика и назначено «правительство национальной обороны». После капитуляции Парижа (28 января 1871 года) правительство, с согласия немцев, провело 8 февраля выборы в национальное собрание, которое 17 февраля 1871 года избрало «главой исполнительной власти французской республики» Адольфа Тьера, а 31 августа 1871 года — утвердило его президентом Французской республики (фр. Président de la République française).
11 июля 1940 года, после поражения Франции и оккупации большей её части Германией, президент Альбер Лебрен был отрешён от власти Национальным собранием, созванным в Виши и передавшим власть и полномочия главы государства маршалу Анри-Филиппу Петену, что означало де-факто конец Третьей республики и установление коллаборационистского режима Виши. Конституционный закон от 25 февраля 1875 года содержал правило о порядке замещения вакансии на посту президента:
Артикул 7. В случае возникновения вакансии в результате смерти или по какой-либо другой причине обе палаты незамедлительно приступают к избранию нового президента. В этот период исполнительной властью наделяется Совет министров.
Оригинальный текст (фр.)Article 7. En cas de vacance par décès ou pour toute autre cause, les deux chambres procèdent immédiatement à l'élection d'un nouveau Président. Dans l'intervalle, le Conseil des ministres est investi du pouvoir exécutif.
— Lois constitutionnelles de 1875
Поскольку конечную ответственность за все действия Совета министров и право подписи от его имени возлагались на возглавляющее его лицо, в обобщающих источниках замещающим вакансию главы государства лицом обычно указывается не Совет министров как коллегиальный орган, а возглавляющий его председатель (фр. Président du Conseil des ministres).
|           | Портрет                                | Имя (годы жизни)                                                                            | Полномочия            | Полномочия            | Партия                                                                          | Выборы                                                                    | Наименование должности | Пр.             |
| Начало    | Портрет                                | Имя (годы жизни)                                                                            | Окончание             |                       | Партия                                                                          | Выборы                                                                    | Наименование должности | Пр.             |
| --------- | -------------------------------------- | ------------------------------------------------------------------------------------------- | --------------------- | --------------------- | ------------------------------------------------------------------------------- | ------------------------------------------------------------------------- | --- | --------------- |
| —         |                                        | Луи Жюль Трошю (1815—1896) фр. Louis Jules Trochu                                           | 4 сентября 1870       | 13 февраля 1871       | военный                                                                         | [ комм. 74 ]                                                              | Председатель Правительства национальной обороны фр. Président du Gouvernement de la défense nationale                                                 | [ 230 ] [ 231 ] |
| —         |                                        | Дени Бенуа д’Ази (1796—1880) фр. Denis Benoist d’Azy                                        | 13 февраля 1871       | 16 февраля 1871       | консерватор                                                                     | [ комм. 75 ]                                                              | Председатель Национального собрания фр. Président de l’Assemblée nationale                                                                            | [ 232 ] [ 233 ] |
| —         |                                        | Франсуа Поль Жюль Греви (1807—1891) фр. François Paul Jules Grévy                           | 16 февраля 1871       | 17 февраля 1871       | консерватор                                                                     | [ комм. 76 ]                                                              | Председатель Национального собрания фр. Président de l’Assemblée nationale                                                                            | [ 234 ] [ 235 ] |
| —         |                                        | Мари Жозеф Луи Адольф Тьер (1797—1877) фр. Marie Joseph Louis Adolphe Thiers                | 17 февраля 1871       | 31 августа 1871       | Левый центр                                                                     | [ комм. 77 ]                                                              | Председатель Совета, глава исполнительной власти Французской республики фр. Président du Conseil, Chef du Pouvoir exécutif de la République française | [ 236 ] [ 237 ] |
| 2         | 31 августа 1871                        | Мари Жозеф Луи Адольф Тьер (1797—1877) фр. Marie Joseph Louis Adolphe Thiers                | 24 мая 1873           | [ комм. 79 ]          | Левый центр                                                                     | Президент Французской республики фр. Président de la République française | | [ 236 ] [ 237 ] |
| 3         |                                        | Мари Эдм Патрис Морис де Мак-Маон (1808—1893) фр. Marie Edme Patrice Maurice de Mac Mahon   | 24 мая 1873           | 30 января 1879        | монархист                                                                       | Президент Французской республики фр. Président de la République française | 1873 | [ 238 ] [ 239 ] |
| и. о.     |                                        | Жюль-Арман-Станислас Дюфор (1798—1881) фр. Jules Armand Stanislas Dufaure                   | 30 января 1879 (часы) | 30 января 1879 (часы) | Правый центр                                                                    | [ комм. 80 ]                                                              | Председатель Совета министров фр. Président du Conseil des ministres                                                                                  | [ 240 ] [ 241 ] |
| 4 (I—II)  |                                        | Франсуа Поль Жюль Греви (1807—1891) фр. François Paul Jules Grévy                           | 30 января 1879        | 30 января 1886        | левый республиканец                                                             | 1879                                                                      | Президент Французской республики фр. Président de la République française                                                                             | [ 234 ] [ 235 ] |
| 4 (I—II)  | 30 января 1886                         | Франсуа Поль Жюль Греви (1807—1891) фр. François Paul Jules Grévy                           | 2 декабря 1887        | 1885                  | левый республиканец                                                             |                                                                           | Президент Французской республики фр. Président de la République française                                                                             | [ 234 ] [ 235 ] |
| и. о.     |                                        | Морис Пьер Рувье (1842—1911) фр. Maurice Pierre Rouvier                                     | 2 декабря 1887        | 3 декабря 1887        | Республиканский союз                                                            | [ комм. 80 ]                                                              | Председатель Совета министров фр. Président du Conseil des ministres                                                                                  | [ 242 ] [ 243 ] |
| 5         |                                        | Мари Франсуа Сади Карно (1837—1894) фр. Marie François Sadi Carnot                          | 3 декабря 1887        | 25 июня 1894          | Республиканский союз                                                            | 1887                                                                      | Президент Французской республики фр. Président de la République française                                                                             | [ 244 ] [ 245 ] |
| и. о.     |                                        | Шарль Александр Дюпюи (1851—1923) фр. Charles-Alexandre Dupuy                               | 25 июня 1894          | 27 июня 1894          | Республиканский союз                                                            | [ комм. 80 ]                                                              | Председатель Совета министров фр. Président du Conseil des ministres                                                                                  | [ 246 ] [ 247 ] |
| 6         |                                        | Жан Поль Пьер Казимир Казимир-Перье (1847—1907) фр. Jean Paul Pierre Casimir Casimir-Périer | 27 июня 1894          | 16 января 1895        | умеренный республиканец                                                         | 1894                                                                      | Президент Французской республики фр. Président de la République française                                                                             | [ 248 ] [ 249 ] |
| и. о.     |                                        | Шарль Александр Дюпюи (1851—1923) фр. Charles-Alexandre Dupuy                               | 16 января 1895        | 17 января 1895        | Республиканский союз                                                            | [ комм. 80 ]                                                              | Председатель Совета министров фр. Président du Conseil des ministres                                                                                  | [ 246 ] [ 247 ] |
| 7         |                                        | Феликс Франсуа Фор (1841—1899) фр. Félix François Faure                                     | 17 января 1895        | 16 февраля 1899       | умеренный республиканец                                                         | 1895                                                                      | Президент Французской республики фр. Président de la République française                                                                             | [ 250 ] [ 251 ] |
| и. о.     |                                        | Шарль Александр Дюпюи (1851—1923) фр. Charles-Alexandre Dupuy                               | 16 февраля 1899       | 18 февраля 1899       | Республиканский союз                                                            | [ комм. 80 ]                                                              | Председатель Совета министров фр. Président du Conseil des ministres                                                                                  | [ 246 ] [ 247 ] |
| 8         |                                        | Эмиль Франсуа Лубе (1838—1929) фр. Émile François Loubet                                    | 18 февраля 1899       | 18 февраля 1906       | левый республиканец                                                             | 1899                                                                      | Президент Французской республики фр. Président de la République française                                                                             | [ 252 ] [ 253 ] |
|           | Демократический республиканский альянс | Эмиль Франсуа Лубе (1838—1929) фр. Émile François Loubet                                    | 18 февраля 1899       | 18 февраля 1906       |                                                                                 | 1899                                                                      | Президент Французской республики фр. Président de la République française                                                                             | [ 252 ] [ 253 ] |
| 9         |                                        | Клеман Арман Фальер (1841—1931) фр. Clément Armand Fallières                                | 18 февраля 1906       | 18 февраля 1913       | Демократический республиканский альянс → Демократическая республиканская партия | 1906                                                                      | Президент Французской республики фр. Président de la République française                                                                             | [ 254 ] [ 255 ] |
| 10        |                                        | Раймон Никола Ландри Пуанкаре (1860—1934) фр. Raymond Nicolas Landry Poincaré               | 18 февраля 1913       | 18 февраля 1920       | Демократическая республиканская партия → Демократический республиканский альянс | 1913                                                                      | Президент Французской республики фр. Président de la République française                                                                             | [ 256 ] [ 257 ] |
| 11        |                                        | Поль Эжен Луи Дешанель (1855—1922) фр. Paul Eugène Louis Deschanel                          | 18 февраля 1920       | 21 сентября 1920      | Демократическая республиканская и социальная партия                             | 1920 (январь)                                                             | Президент Французской республики фр. Président de la République française                                                                             | [ 258 ] [ 259 ] |
| и. о.     |                                        | Этьен Александр Мильеран (1859—1943) фр. Étienne Alexandre Millerand                        | 21 сентября 1920      | 23 сентября 1920      | беспартийный                                                                    | [ комм. 80 ]                                                              | Председатель Совета министров фр. Président du Conseil des ministres                                                                                  | [ 260 ] [ 261 ] |
| 12        | 23 сентября 1920                       | Этьен Александр Мильеран (1859—1943) фр. Étienne Alexandre Millerand                        | 11 июня 1924          | 1920 (сентябрь)       | беспартийный                                                                    | Президент Французской республики фр. Président de la République française | | [ 260 ] [ 261 ] |
| и. о.     |                                        | Фредерик Франсуа-Марсаль (1874—1958) фр. Frédéric François-Marsal                           | 11 июня 1924          | 13 июня 1924          | Республиканская федерация                                                       | [ комм. 80 ]                                                              | Председатель Совета министров фр. Président du Conseil des ministres                                                                                  | [ 262 ] [ 263 ] |
| 13        |                                        | Пьер Поль Анри Гастон Думерг (1863—1937) фр. Pierre Paul Henri Gaston Doumergue             | 13 июня 1924          | 13 июня 1931          | Республиканская, радикальная и радикально-социалистическая партия               | 1924                                                                      | Президент Французской республики фр. Président de la République française                                                                             | [ 264 ] [ 265 ] |
| 14        |                                        | Жозеф Атаназ Поль Думер (1857—1932) фр. Joseph Athanase Paul Doumer                         | 13 июня 1931          | 7 мая 1932            | Республиканская, радикальная и радикально-социалистическая партия               | 1931                                                                      | Президент Французской республики фр. Président de la République française                                                                             | [ 266 ] [ 267 ] |
| и. о.     |                                        | Андре Пьер Габриель Амеде Тардьё (1876—1945) фр. André Pierre Gabriel Amédée Tardieu        | 7 мая 1932            | 10 мая 1932           | Демократический альянс                                                          | [ комм. 80 ]                                                              | Председатель Совета министров фр. Président du Conseil des ministres                                                                                  | [ 268 ] [ 269 ] |
| 15 (I—II) |                                        | Альбер Франсуа Лебрен (1871—1950) фр. Albert François Lebrun                                | 10 мая 1932           | 10 мая 1939           | Демократический альянс                                                          | 1932                                                                      | Президент Французской республики фр. Président de la République française                                                                             | [ 270 ] [ 271 ] |
| 15 (I—II) | 10 мая 1939                            | Альбер Франсуа Лебрен (1871—1950) фр. Albert François Lebrun                                | 11 июля 1940          | 1939                  | Демократический альянс                                                          |                                                                           | Президент Французской республики фр. Président de la République française                                                                             | [ 270 ] [ 271 ] |

## Французское государство (1940—1944)
Режим Виши (фр. Régime de Vichy), официальное название Французское государство (фр. État français) — коллаборационистский режим в Южной Франции, появившийся после поражения Франции в начале Второй мировой войны и падения Парижа в 1940 году. Одновременно Северная Франция и атлантическое побережье были оккупированы нацистской Германией с согласия Вишистского правительства. Режим существовал с 10 июля 1940 года по 22 апреля 1945 года (де-факто до 25 августа 1944 года), официально придерживался нейтралитета, но фактически проводил политику в интересах стран «оси». Его название связано с названием курортного города Виши, где 10 июля 1940 года собралось Национальное собрание, постановившее передать диктаторскую власть маршалу Анри Филиппу Петену, провозгласив его главой государства (фр. Chef de l’État français). Это ознаменовало конец Третьей республики. Правительство Петена и в дальнейшем пребывало в Виши. В ноябре 1942 года Германия оккупировала всю территорию Франции, с этого момента власть правительства стала номинальной. После освобождения Парижа 20 августа 1944 года Петен согласился покинуть Виши. 1 сентября в швабском замке Зигмаринген была учреждена Комиссия французского правительства по защите национальных интересов, существовавшая в качестве правительства в изгнании вплоть до 22 апреля 1945 года.
|        | Портрет | Имя (годы жизни)                                                                             | Полномочия   | Полномочия      | Наименование должности                                     | Пр.             |
| Начало | Портрет | Имя (годы жизни)                                                                             | Окончание    |                 | Наименование должности                                     | Пр.             |
| ------ | ------- | -------------------------------------------------------------------------------------------- | ------------ | --------------- | ---------------------------------------------------------- | --------------- |
| 16     |         | Анри Филипп Бенони Омер Жозеф Петен (1856—1951) фр. Henri Philippe Benoni Omer Joseph Pétain | 11 июля 1940 | 20 августа 1944 | Глава Французского государства фр. Chef de l’État français | [ 274 ] [ 275 ] |

## Временное правительство (1944—1946)
Признанное странами антигитлеровской коалиции Временное правительство Французской республики (фр. Gouvernement provisoire de la République française) было образовано 3 июня 1944 года на основе Французского комитета национального освобождения. В Париж из Алжира оно смогло вернуться 14 июня. Учредительное собрание, избранное 21 октября 1945 года, не смогло подготовить проект новой конституции (он был отклонён на референдуме 5 мая 1946 года). Избранное 2 июня новое Учредительное собрание в сентябре приняло проект Конституции, который был одобрен на референдуме 13 октября; 16 января 1947 года избранным президентом республики Венсаном Ориолем было образовано первое конституционное правительство Четвёртой республики. Де-факто в период с 20 августа 1944 года председатель Временного правительства (фр. Président du gouvernement provisoire de la République française) являлся главой французского государства.
|        | Портрет | Имя (годы жизни)                                                                     | Полномочия      | Полномочия      | Партия                                     | Наименование должности | Пр.             |
| Начало | Портрет | Имя (годы жизни)                                                                     | Окончание       |                 | Партия                                     | Наименование должности | Пр.             |
| ------ | ------- | ------------------------------------------------------------------------------------ | --------------- | --------------- | ------------------------------------------ | --- | --------------- |
| —      |         | Шарль Андре Жозеф Мари де Голль (1890—1970) фр. Charles André Joseph Marie de Gaulle | 20 августа 1944 | 22 января 1946  | военный                                    | Председатель Временного правительства Французской республики фр. Président du Gouvernement provisoire de la République française | [ 278 ] [ 279 ] |
| —      |         | Феликс Жан Гуэн (1884—1977) фр. Félix Jean Gouin                                     | 23 января 1946  | 19 июня 1946    | Французская секция Рабочего интернационала | Председатель Временного правительства Французской республики фр. Président du Gouvernement provisoire de la République française | [ 280 ] [ 281 ] |
| —      |         | Жорж Огюстен Бидо (1899—1983) фр. Georges-Augustin Bidault                           | 19 июня 1946    | 12 декабря 1946 | Народно-республиканское движение           | Председатель Временного правительства Французской республики фр. Président du Gouvernement provisoire de la République française | [ 282 ] [ 283 ] |
| —      |         | Андре Леон Блюм (1872—1950) фр. André Léon Blum                                      | 12 декабря 1946 | 16 января 1947  | Французская секция Рабочего интернационала | Председатель Временного правительства Французской республики фр. Président du Gouvernement provisoire de la République française | [ 284 ] [ 285 ] |

## Четвёртая республика (1946—1958)
Четвёртая республика (фр. Quatrième République) — политический режим, существовавший во Франции с 27 октября 1946 года по 4 октября 1958 года. В сентябре 1946 года Учредительное собрание, избранное 2 июня 1946 года, приняло проект конституции, затем одобренный на референдуме 13 октября 1946 года. Конституция установила парламентский строй со слабой властью президента республики. В 1958 году на волне алжирского кризиса правительство возглавил Шарль де Голль, инициировавший конституционную реформу с установлением президентской республики. 4 октября 1958 года новая конституция была принята после одобрения её текста на референдуме. Этим была завершена история Четвёртой республики и начался период Пятой республики.
|        | Портрет | Имя (годы жизни)                                              | Полномочия     | Полномочия     | Партия                                     | Выборы | Наименование должности                              | Пр.             |
| Начало | Портрет | Имя (годы жизни)                                              | Окончание      |                | Партия                                     | Выборы | Наименование должности                              | Пр.             |
| ------ | ------- | ------------------------------------------------------------- | -------------- | -------------- | ------------------------------------------ | ------ | --------------------------------------------------- | --------------- |
| 17     |         | Жюль-Венсан Ориоль (1884—1966) фр. Jules Vincent Auriol       | 16 января 1947 | 16 января 1954 | Французская секция Рабочего интернационала | 1947   | Президент Республики фр. Président de la République | [ 287 ] [ 288 ] |
| 18     |         | Жюль-Гюстав-Рене Коти (1882—1962) фр. Jules Gustave René Coty | 16 января 1954 | 8 января 1959  | Национальный центр независимых и крестьян  | 1953   | Президент Республики фр. Président de la République | [ 289 ] [ 290 ] |

## Пятая республика (с 1958)
Пятая республика (фр. Cinquième République) — политический режим, существующий во Франции с 4 октября 1958 года, даты принятия новой конституции после одобрения её текста на референдуме. Конституцией был значительно увеличен объём президентских полномочий, в ущерб полномочиям Национального собрания. В настоящее время президенту предоставлено право назначения премьер-министра страны без внесения его кандидатуры на обсуждение в парламент, однако сохранена принципиальная ответственность правительства перед Национальным собранием путём вынесения ему вотума недоверия. Согласно статье 16 конституции президент, если «независимость Республики, целостность её территории или выполнение её международных обязательств находится под серьёзной и непосредственной угрозой, а нормальное функционирование государственных институтов прекращено», может временно принять на себя неограниченную власть. В 1958 году была сохранена косвенная система избрания президента, однако его избрание Национальным собранием было заменено избранием специальной коллегией выборщиков, состоявшей из 80 тысяч народных представителей, и только после принятия в 1962 году на референдуме конституционных поправок состоялся переход к прямому и всеобщему голосованию.
|           | Портрет       | Имя (годы жизни)                                                                                 | Полномочия     | Полномочия                                                        | Партия | Выборы       | Наименование должности | Пр.             |
| Начало    | Портрет       | Имя (годы жизни)                                                                                 | Окончание      |                                                                   | Партия | Выборы       | Наименование должности | Пр.             |
| --------- | ------------- | ------------------------------------------------------------------------------------------------ | -------------- | ----------------------------------------------------------------- | --- | ------------ | --- | --------------- |
| 19 (I—II) |               | Шарль Андре Жозеф Мари де Голль (1890—1970) фр. Charles André Joseph Marie de Gaulle             | 8 января 1959  | 8 января 1966                                                     | Союз за новую республику | 1958         | Президент Республики фр. Président de la République | [ 278 ] [ 279 ] |
| 19 (I—II) | 8 января 1966 | Шарль Андре Жозеф Мари де Голль (1890—1970) фр. Charles André Joseph Marie de Gaulle             | 28 апреля 1969 | Союз за новую республику → Союз демократов в поддержку республики | 1965 |              | Президент Республики фр. Président de la République | [ 278 ] [ 279 ] |
| и. о.     |               | Ален Эмиль Луи Мари Поэр (1909—1996) фр. Alain Émile Louis Marie Poher                           | 28 апреля 1969 | 20 июня 1969                                                      | Демократический центр | [ комм. 94 ] | Председатель Сената, временно исполняющий обязанности Президента Республики фр. Président du Sénat, exerçant provisoirement les fonctions de Président de la République | [ 292 ] [ 293 ] |
| 20        |               | Жорж Жан Раймон Помпиду (1911—1974) фр. Georges Jean Raymond Pompidou                            | 20 июня 1969   | 2 апреля 1974                                                     | Союз демократов в поддержку республики                                                                                           | 1969         | Президент Республики фр. Président de la République | [ 294 ] [ 295 ] |
| и. о.     |               | Ален Эмиль Луи Мари Поэр (1909—1996) фр. Alain Émile Louis Marie Poher                           | 3 апреля 1974  | 27 мая 1974                                                       | Демократический центр | [ комм. 94 ] | Председатель Сената, временно исполняющий обязанности Президента Республики фр. Président du Sénat, exerçant provisoirement les fonctions de Président de la République | [ 292 ] [ 293 ] |
| 21        |               | Валери Рене Мари Жорж Жискар д’Эстен (1926—2020) фр. Valéry René Marie Georges Giscard d’Éstaing | 27 мая 1974    | 21 мая 1981                                                       | Национальная федерация независимых республиканцев → Республиканская партия с 1978 года в составе Союза за французскую демократию | 1974         | Президент Республики фр. Président de la République | [ 296 ] [ 297 ] |
| 22 (I—II) |               | Франсуа Морис Адриен Мари Миттеран (1916—1996) фр. François Maurice Adrien Marie Mitterrand      | 21 мая 1981    | 21 мая 1988                                                       | Социалистическая партия | 1981         | Президент Республики фр. Président de la République | [ 298 ] [ 299 ] |
| 22 (I—II) | 21 мая 1988   | Франсуа Морис Адриен Мари Миттеран (1916—1996) фр. François Maurice Adrien Marie Mitterrand      | 17 мая 1995    | 1988                                                              | Социалистическая партия |              | Президент Республики фр. Président de la République | [ 298 ] [ 299 ] |
| 23 (I—II) |               | Жак Рене Ширак (1932—2019) фр. Jacques René Chirac                                               | 17 мая 1995    | 17 мая 2002                                                       | Объединение в поддержку республики                                                                                               | 1995         | Президент Республики фр. Président de la République | [ 300 ] [ 301 ] |
|           | 17 мая 2002   | Жак Рене Ширак (1932—2019) фр. Jacques René Chirac                                               | 16 мая 2007    | Союз за народное движение                                         | 2002 |              | Президент Республики фр. Président de la République | [ 300 ] [ 301 ] |
| 24        |               | Николя Поль Стефан Саркози де Надь-Боча (1955—) фр. Nicolas Paul Stéphane Sárközy de Nagy-Bócsa  | 16 мая 2007    | Союз за народное движение                                         | 15 мая 2012 | 2007         | Президент Республики фр. Président de la République | [ 302 ] [ 303 ] |
| 25        |               | Франсуа Жерар Жорж Никола Олланд (1954—) фр. François Gérard Georges Nicolas Hollande            | 15 мая 2012    | 14 мая 2017                                                       | Социалистическая партия | 2012         | Президент Республики фр. Président de la République | [ 304 ] [ 305 ] |
| 26 (I—II) |               | Эмманюэль Жан Мишель Фредерик Макрон (1977—) фр. Emmanuel Jean-Michel Frédéric Macron            | 14 мая 2017    | 7 мая 2022                                                        | Вперёд, Республика! | 2017         | Президент Республики фр. Président de la République | [ 306 ] [ 307 ] |
| 26 (I—II) | 7 мая 2022    | Эмманюэль Жан Мишель Фредерик Макрон (1977—) фр. Emmanuel Jean-Michel Frédéric Macron            | действующий    | Возрождение                                                       | 2022 |              | Президент Республики фр. Président de la République | [ 306 ] [ 307 ] |